# John Trumbull

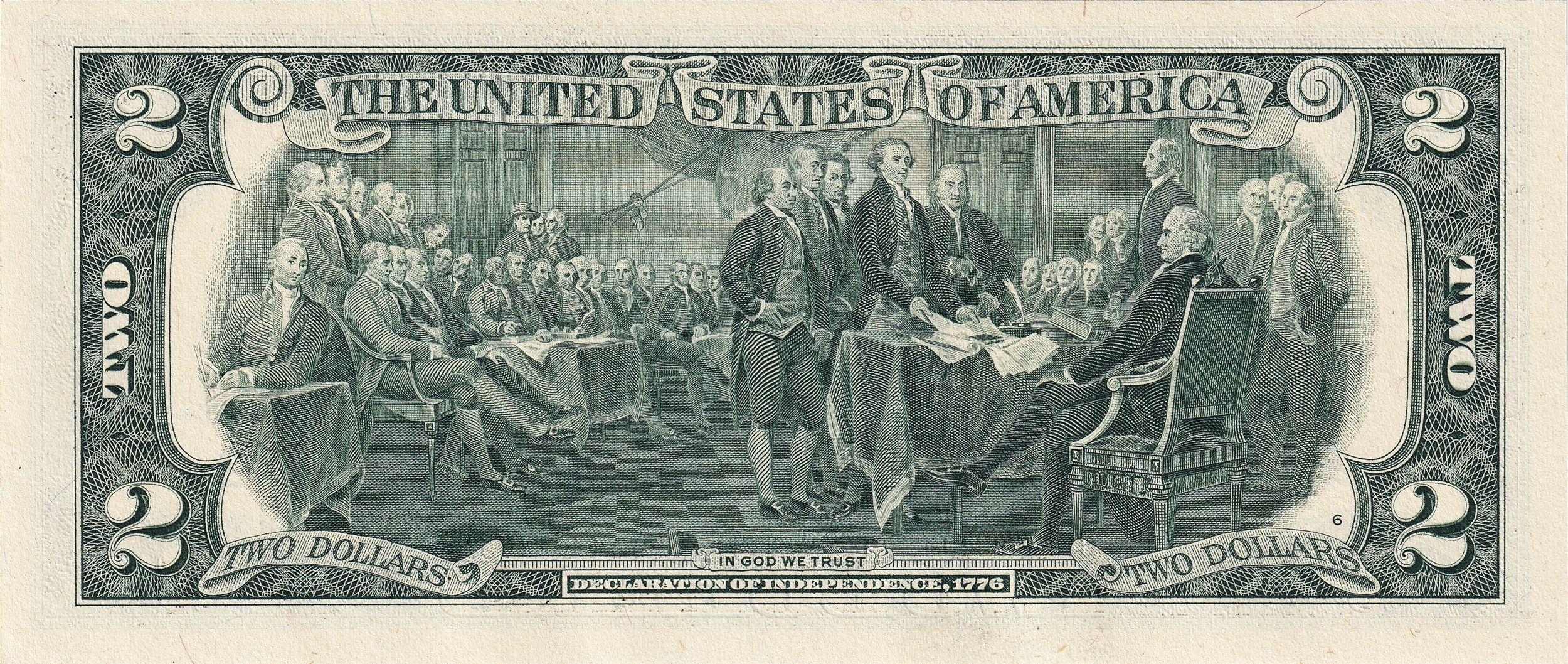
Odwrotna strona banknotu dwudolarowego z fragmentem „Deklaracji niepodległości”

John Trumbull (ur. 6 czerwca 1756 w Lebanon, zm. 10 listopada 1843 w Nowym Jorku) – amerykański malarz historyczny, który dokumentował wydarzenia wojny o niepodległość Stanów Zjednoczonych. Jego obraz Deklaracja niepodległości został wykorzystany na odwrotnej stronie banknotu dwudolarowego.

## Życiorys
Był synem Jonathana Trumbulla, gubernatora Connecticut w latach 1769–1784. Od 1771 uczył się na Uniwersytecie Harvarda. Brał udział w wojnie o niepodległość Stanów Zjednoczonych jako sekretarz generała George’a Washingtona i zastępca adiutanta generalnego generała Horatio Gatesa. Był świadkiem bitwy o Bunker Hill. 
W 1777 opuścił armię, by poświęcić się sztuce. W 1780 wyjechał do Anglii i podjął studia z malarstwa historycznego u Benjamina Westa. 
Aresztowany z powodu podejrzenia o zdradę, został uwięziony na siedem miesięcy, a następnie deportowany. W 1780 powrócił do Anglii, by kontynuować studia. W tym czasie namalował Bitwę pod Bunker Hill (1786) i Śmierć generała Montgomery w Quebec (1788). W 1785 wyjechał do Paryża, następnie przez 10 lat przebywał w Londynie w charakterze sekretarza Johna Jaya, był jednym z komisarzy wprowadzających w życie tzw. traktat Jaya. Do Ameryki na stałe powrócił dopiero w 1816. Otrzymał wówczas duże zlecenie od Kongresu na wielkie płótna zdobiące rotundę Kapitolu. 
W latach 1816–1825 był prezesem American Academy of Fine Arts, jednak jego dyktatorskie zapędy i brak zrozumienia potrzeb studentów doprowadziły do upadku Akademii i powstania National Academy of Design. Miał duże zasługi dla powstania muzealnictwa w Stanach Zjednoczonych: założył Galerię Sztuki Uniwersytetu Yale.

### Twórczość
John Trumbull malował głównie obrazy historyczne i portrety, sporadycznie tworzył pejzaże i panoramy, był również zdolnym miniaturzystą. Obecnie jest kojarzony głównie z pracami historycznymi z okresu rewolucji amerykańskiej. Swój stosunek do sztuki przedstawił w liście do Thomasa Jeffersona, pisząc że celem jego pracy jest uwiecznienie wielkich wydarzeń narodowej rewolucji.

### Wybrane prace
- The Death of General Warren at the Battle of Bunker Hill
- The Death of General Montgomery in the Attack on Quebec
- The Death of Aemilius Paullus at the Battle of Cannae
- The Sortie Made by the Garrison of Gibraltar, 1789
- Declaration of Independence
- Death of General Mercer at the Battle of Princeton
- The Surrender of General Burgoyne at Saratoga
- The Surrender of Cornwallis at Yorktown
- Washington Resigning his Commission
- Portrety G. Washingtona, J. Adamsa, J. Bartletta i A. Hamiltona

## Galeria

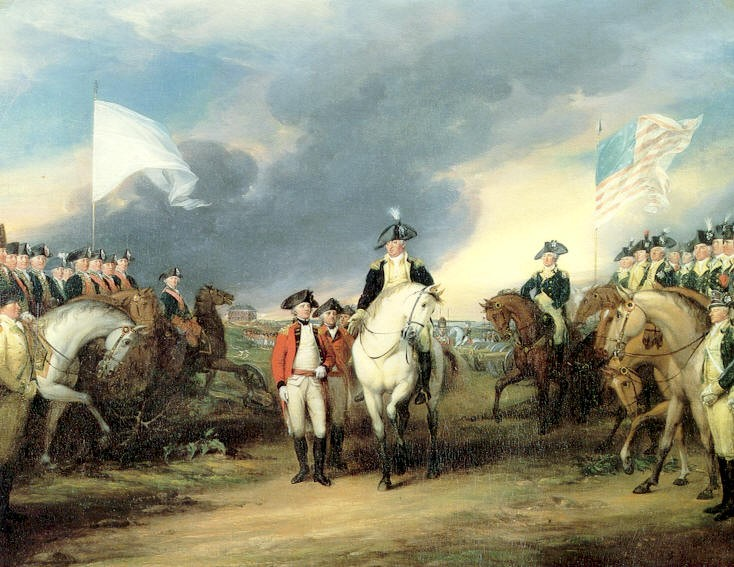
Surrender of Cornwallis at Yorktown (1797)
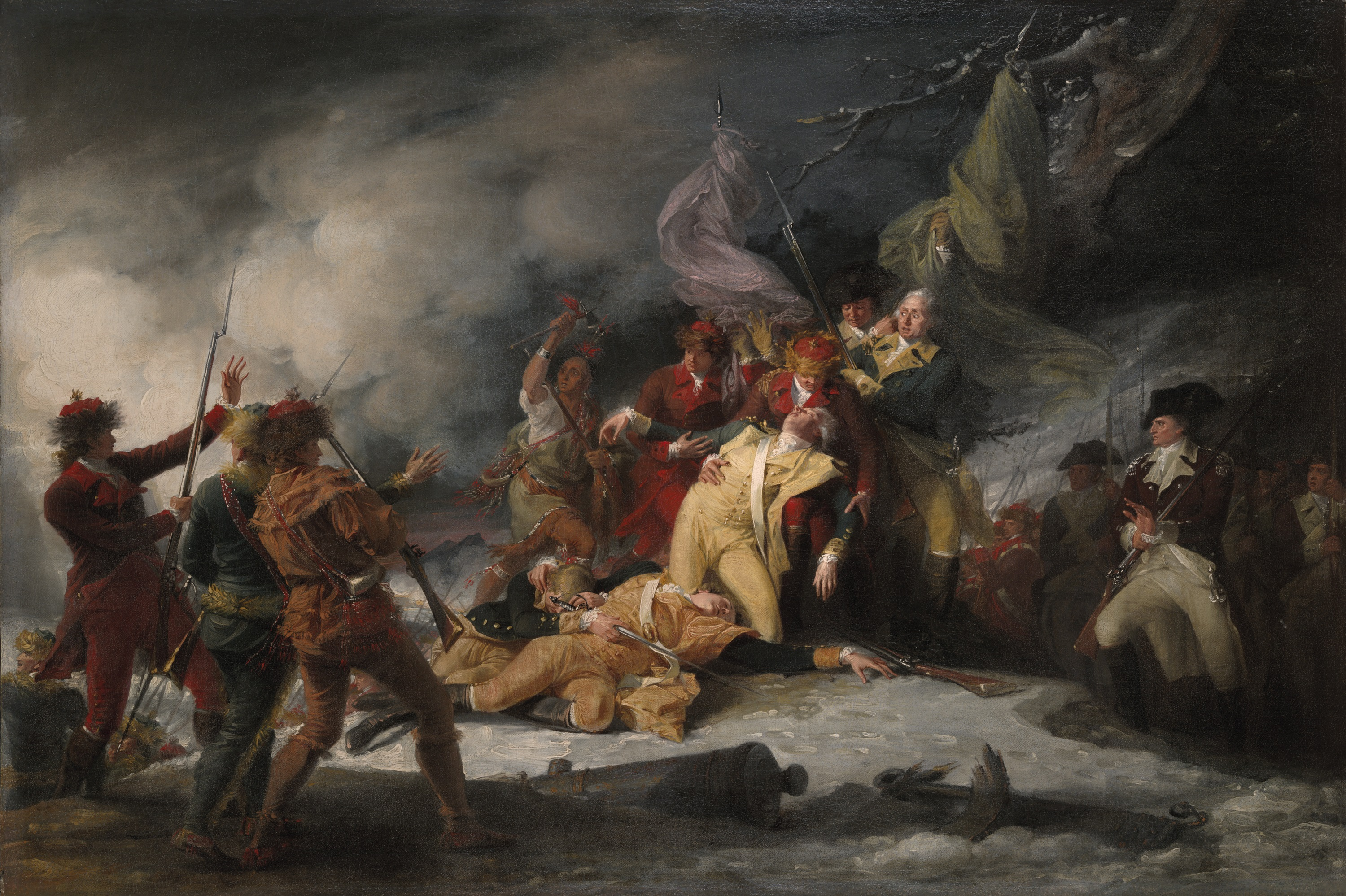
The Death of General Montgomery in the Attack on Quebec (1786)
The Declaration of Independence (1795)
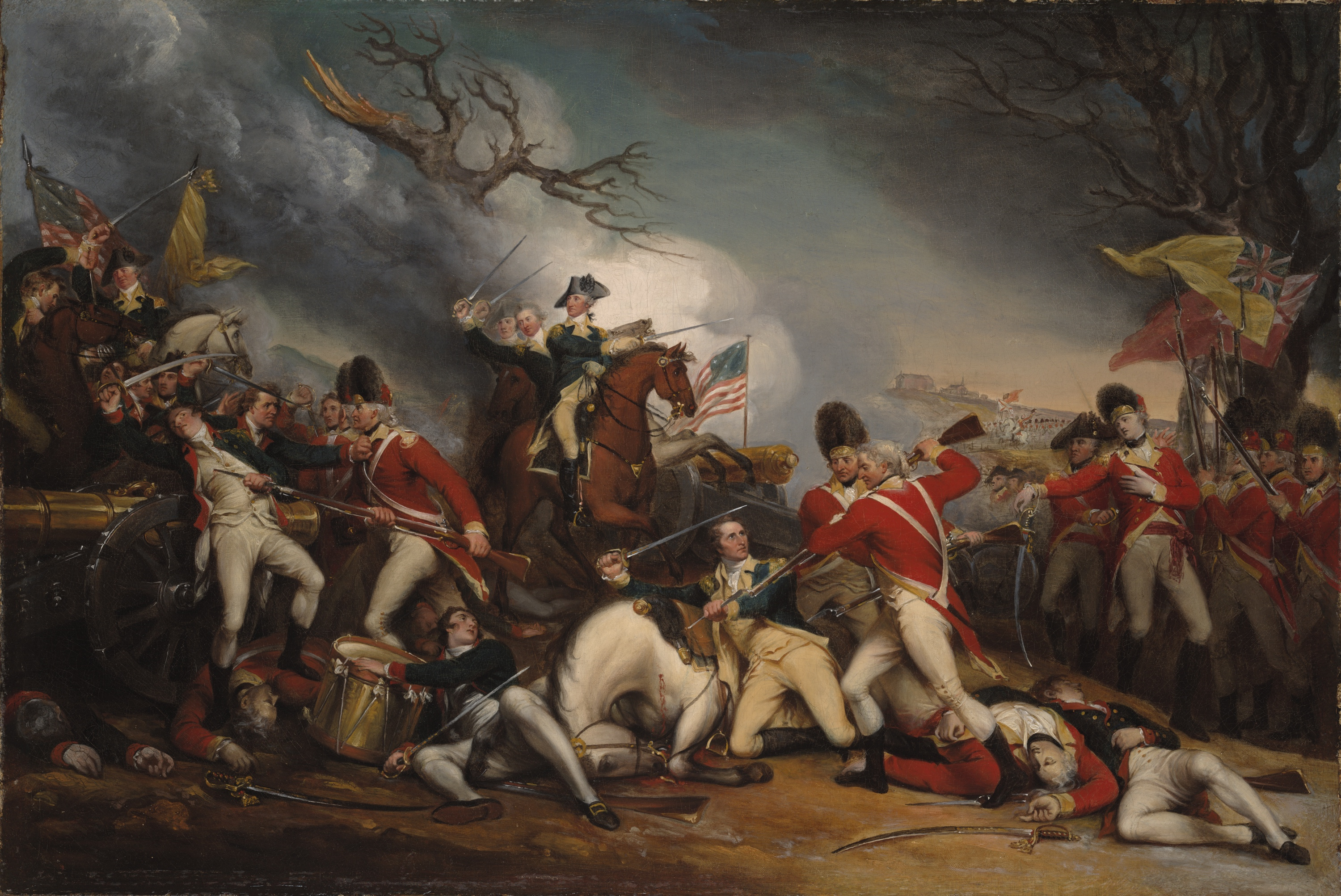
The Death of General Mercer at the Battle of Princeton (ok. 1795)
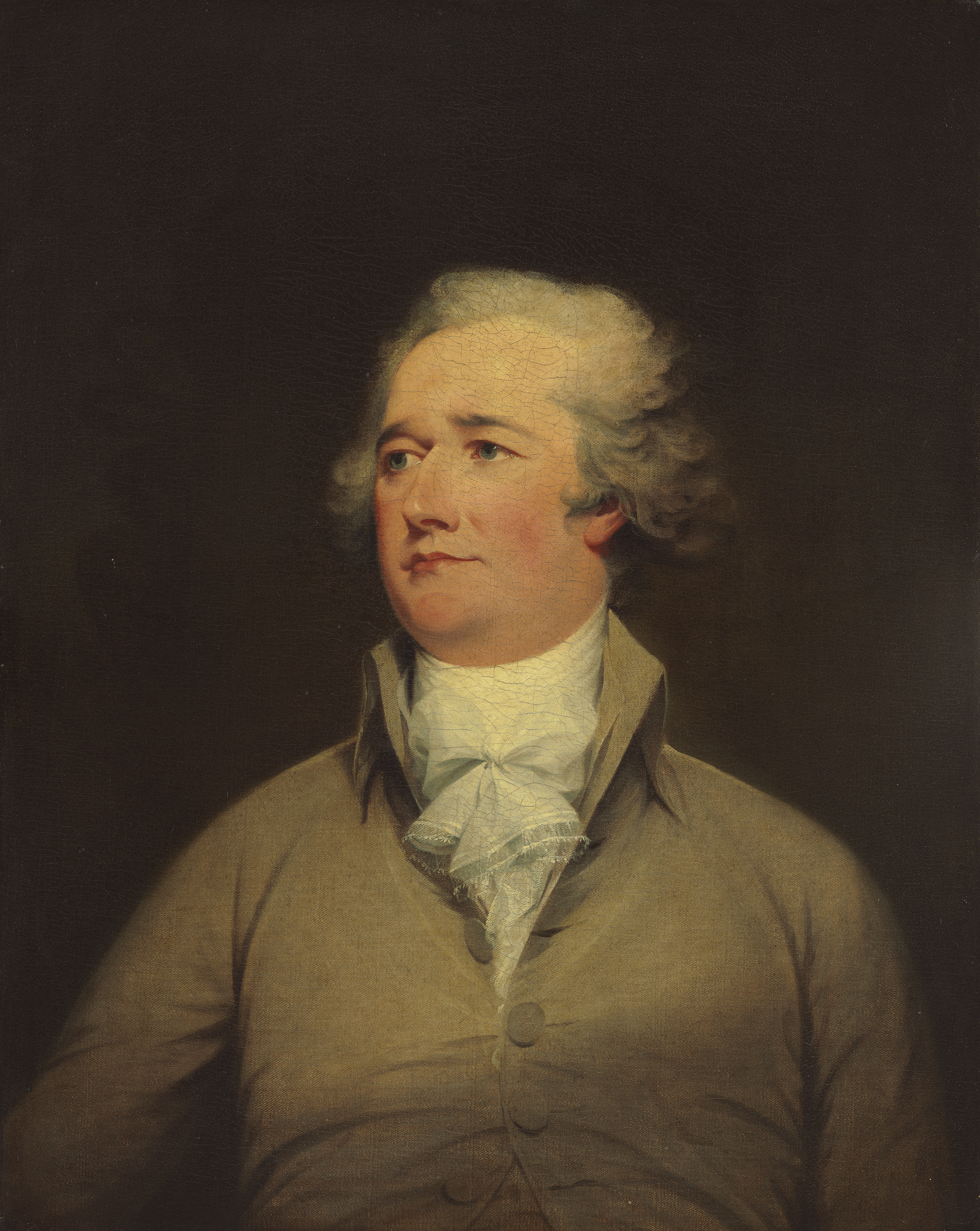
Alexander Hamilton
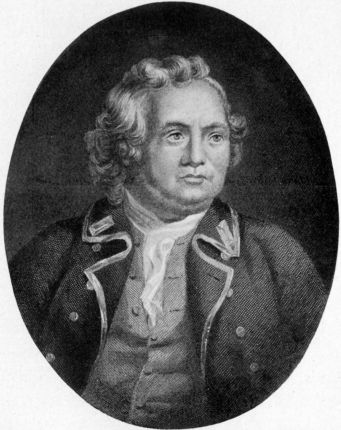
Israel Putnam
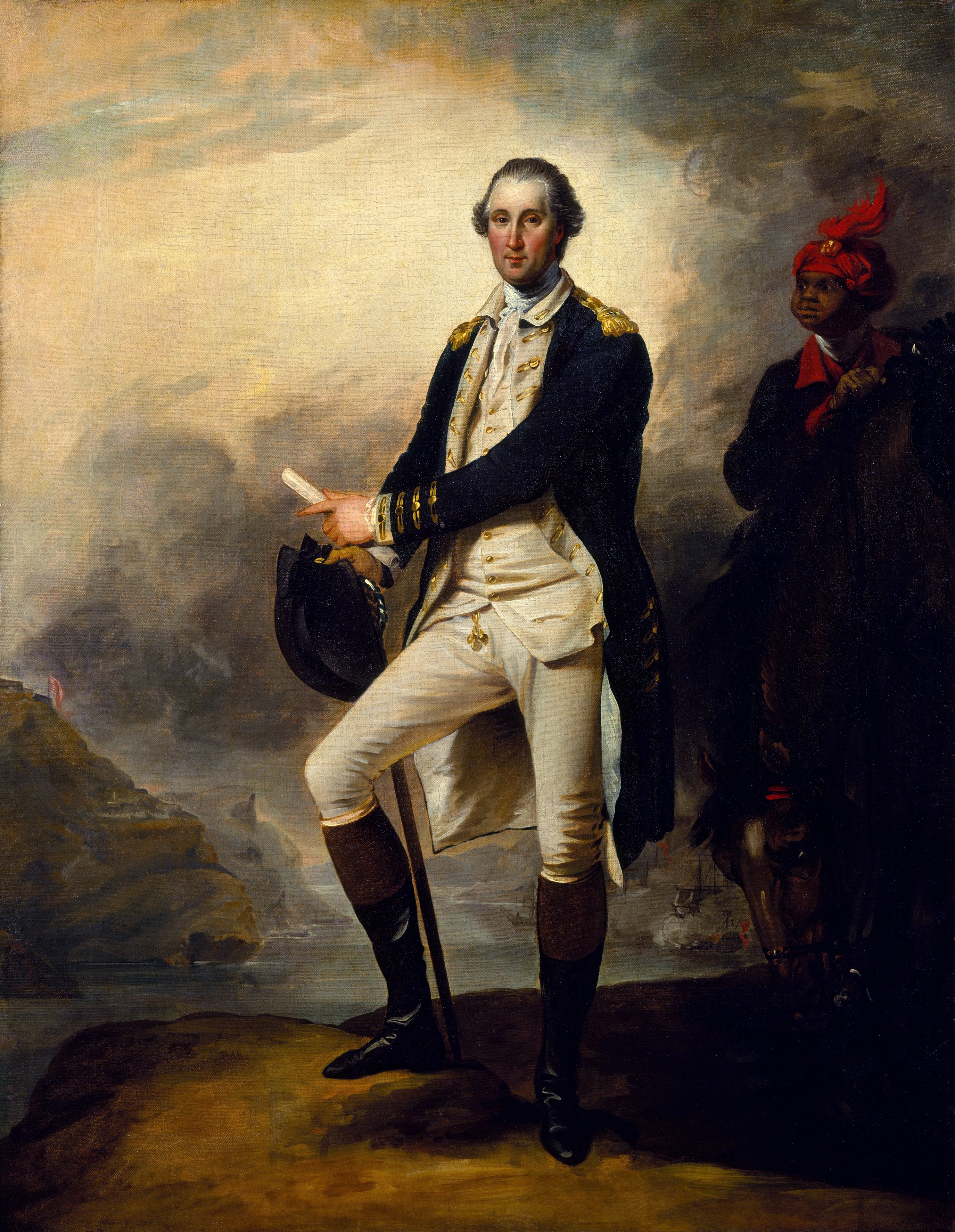
George Washington
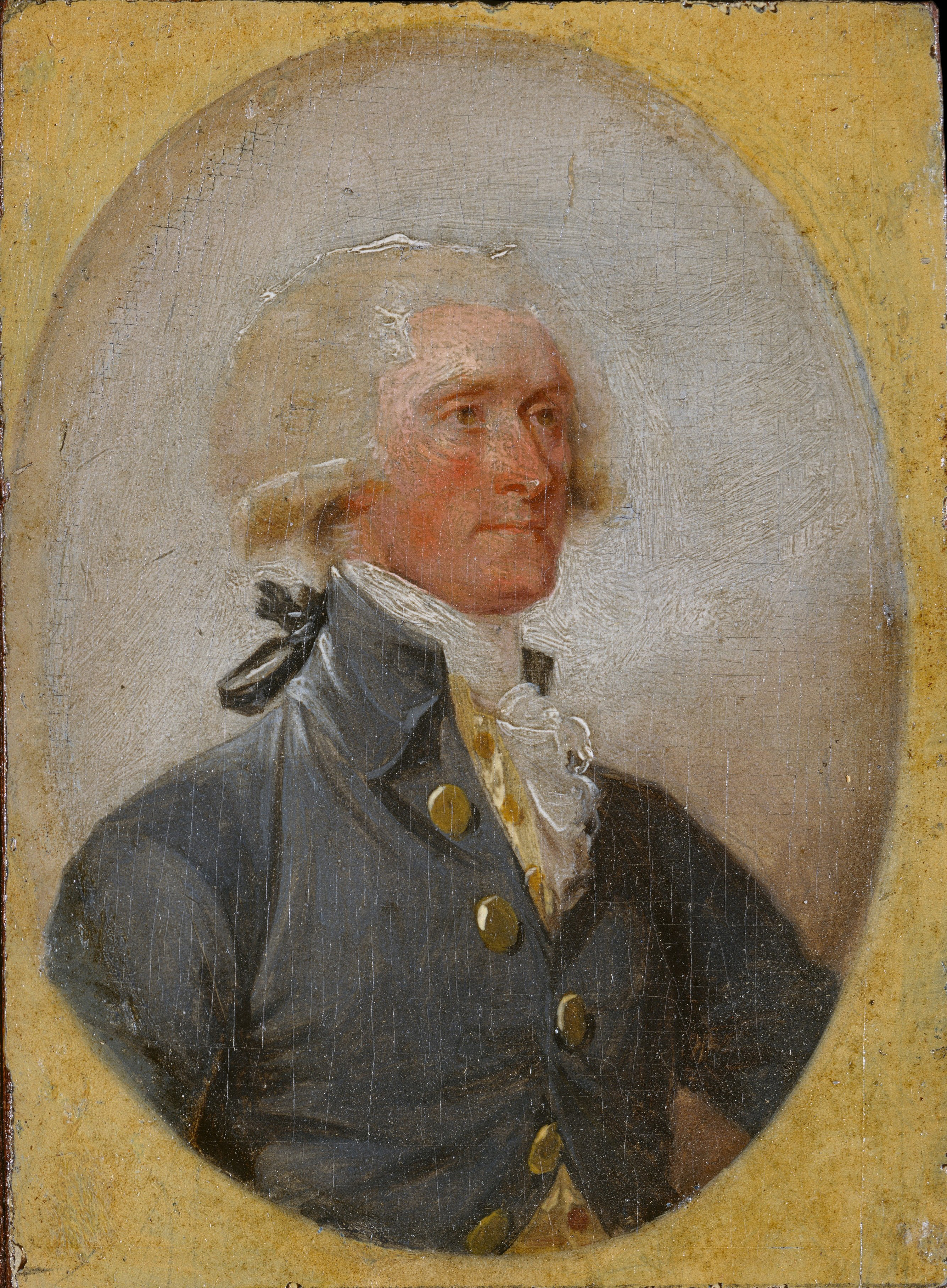
Thomas Jefferson

## Literatura dodatkowa
- Peter Murray, Linda Murray: The Penguin dictionary of art and artists. London, England: Penguin Books, 1997. ISBN 0-14-051300-0. Brak numerów stron w książce